# Michał Żyguliński
Michał Żyguliński (im stenografischen Protokoll des Reichsrates Michael Zygulinski; * 15. September 1864 in Łęg ad Partyń, heute Łęg Tarnowski, Gemeinde Żabno, Galizien; † 21. November 1912 in Krakau) war ein polnischer Priester, Theologe und Politiker im kaiserlichen Österreich.

## Leben
Der Sohn eines Landwirts besuchte die Volksschule in Łęg ad Partyń und anschließend bis 1885 das Gymnasium in Tarnów. Von 1885 bis 1886 studierte er Rechtswissenschaft an der Universität Krakau, schloss das Studium aber nicht ab. Von 1886 bis 1890 besuchte er das Priesterseminar in Tarnów, danach studierte er Theologie, Philosophie und Kirchenrecht am Collegium Polonicum in Rom. 1892 wurde er zum Doktor der Theologie, Doktor der Philosophie und Doktor der kanonischen Rechtswissenschaft promoviert. Im selben Jahr wurde er zum Priester geweiht.
1893 wurde er Vikar in Bochnia, 1894 Professor für Philosophie und Fundamentaltheologie am Priesterseminar in Tarnów, bis 1897 war er dort auch Studienpräfekt.
Im Jahre 1881 gründete er den Arbeiterhandwerksverband in Tarnów. Von 1906 bis 1912 war er Mitglied der Bezirksvertretung Tarnów und von 1909 bis 1912 deren Obmann. Von 1901 bis 1911 war er Mitglied der 10. und 11. Gesetzgebungsperiode des k.k. Reichsrates, in dem er den polnischen Konservativen angehörte.